# 니콜로 알룬노

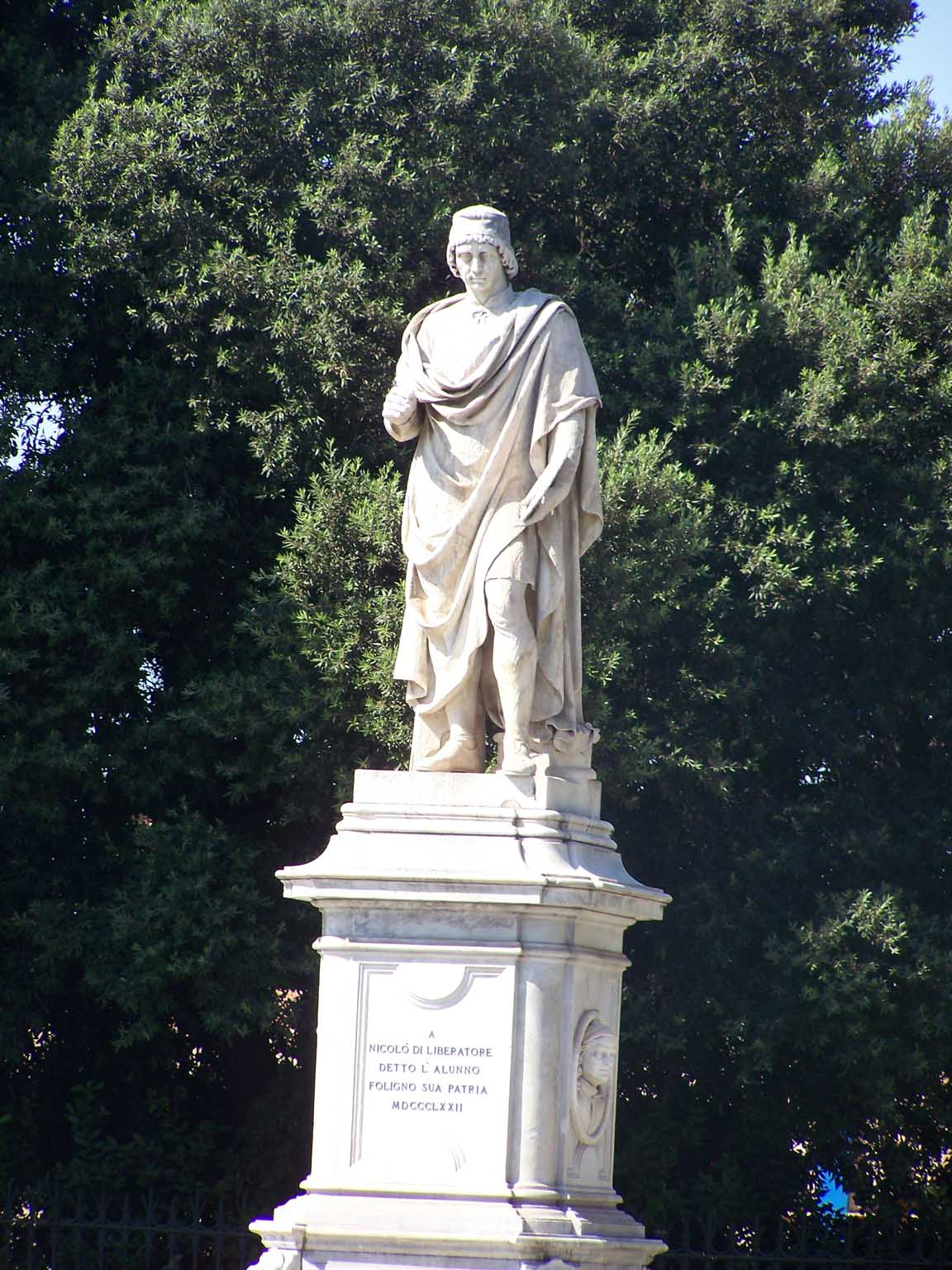
폴리뇨에 있는 니콜로 알룬노의 조각상

니콜로 디 리베라토레(Niccolò di Liberatore, 1430년경~1502년)는 알룬노(L'Alunno)라는 이름으로 더 잘 알려진 이탈리아 움브리아파 화가이다. 그는 때때로 니콜로 다 폴리뇨(Niccolò da Foligno)라고도 불린다.

## 생애 및 경력
그는 폴리뇨에서 태어났으며, 약사의 아들이었다. 바르톨로메오 디 토마소 밑에서 수학했으며, 그의 스승의 조수였던 베노초 고촐리는 프라 안젤리코의 제자였다. 그의 작품에 나타나는 소박한 움브리아풍의 감성은 이러한 플로렌스파의 영향으로 어느 정도 변화되었다. 그가 남긴 가장 이른 시기의 작품은 1458년으로, 페루자 인근 데루타의 프란체스코회 교회(Franciscan Church)에 있다. 그는 종교 행렬용 깃발과 제대화 및 기타 그림들을 제작했으며, 부유한 인생을 마감했다. 마리오티(Mariotti)에 따르면 그는 페루지노, 핀투리키오, 안드레아 디 루이지의 스승이었을 것으로 추정된다.
조르조 바사리는 그가 산 니콜로(San Nicolò) 교회에 남긴 대형 제대화(polyptych) 작품의 기단부에 새겨진 명문을 오독하여, 그의 일부 작품을 '알룬노 디 폴리뇨(Alunno di Foligno)' 또는 '알룬노(l'Alunno)'의 작품으로 잘못 기록하였다. 이 명문은 "Alumnus Fulginiae" 또는 "Nicholaus Alumnus Fulginiae"라고 서명되어 있는데, 이는 정확히 번역하면 "폴리뇨 시민 니콜로(Nicolò citizen of Foligno)"라는 의미이다.

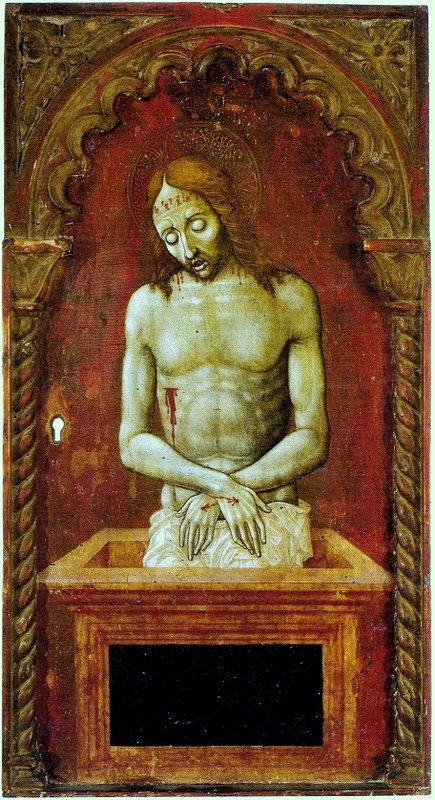
《에케 호모》(Ecce Homo), 1480~1500. 니콜로 디 리베라토레의 패널화. 상파울루 미술관 소장

## 참고 문헌
- Pope-Hennessy, John; Kanter, Laurence B. (1987). 《The Robert Lehman Collection I, Italian Paintings》. New York, Princeton: The Metropolitan Museum of Art in association with Princeton University Press. ISBN 0870994794. (see index; plate 84)